# Isostictidae
Isostictidae zijn een familie van juffers (Zygoptera), een van de drie suborden van de libellen (Odonata). De familie telt 12 geslachten en 45 soorten.

## Geslachten
De familie omvat de volgende geslachten:
- Austrosticta Tillyard, 1908
- Cnemisticta Donnelly, 1993
- Eurysticta Watson, 1969
- Isosticta Selys, 1885
- Labidiosticta Watson, 1991
- Lithosticta Watson, 1991
- Neosticta Tillyard, 1913
- Oristicta Tillyard, 1913
- Rhadinosticta Watson, 1991
- Selysioneura Förster, 1900
- Tanymecosticta Lieftinck, 1935
- Titanosticta Donnelly, 1993